# Ceratopsyche alhedra
Ceratopsyche alhedra är en nattsländeart som först beskrevs av Ross 1939.  Ceratopsyche alhedra ingår i släktet Ceratopsyche och familjen ryssjenattsländor. Inga underarter finns listade i Catalogue of Life.